# …Hits
…Hits – album studyjny Phila Collinsa będący składanką jego największych hitów. Zawiera piosenki Collinsa z okresu całej jego twórczości, od albumu Face Value do Dance Into the Light, włączając w to siedem piosenek będących na pierwszym miejscu listy przebojów Billboardu. Jedynym nowym utworem na płycie jest wersja piosenki True Colours zaśpiewana w oryginale przez Cyndi Lauper.
Płyta zajęła pierwsze miejsce wśród najlepszych albumów w Wielkiej Brytanii i 18 miejsce w USA.

## Lista utworów
W nawiasie twórcy tekstów
1. „Another Day in Paradise” (Phil Collins) – 6:20
2. „True Colors” (Billy Steinberg, Tom Kelly) – 4:33
3. „Easy Lover” (Collins, Philip Bailey, Nathan East) – 5:03
4. „You Can’t Hurry Love” (Holland-Dozier-Holland) – 2:53
5. „Two Hearts” (Collins, Lamont Dozier) – 3:25
6. „I Wish It Would Rain Down” (Collins) – 5:28
7. „Against All Odds (Take a Look at Me Now)” (Collins) – 3:23
8. „Something Happened on the Way to Heaven” (Collins, Daryl Stuermer) – 4:52
9. „Separate Lives” (Stephen Bishop) – 4:06
10. „Both Sides of the Story” (Collins) – 6:39
11. „One More Night” (Collins) – 5:13
12. „Sussudio” (Collins) – 4:23
13. „Dance into the Light” (Collins) – 4:24
14. „A Groovy Kind of Love” (Toni Wine, Carole Bayer Sager (The Mindbenders)) – 3:28
15. „In the Air Tonight” (Collins) – 5:32
16. „Take Me Home” (Collins) – 5:51

## Gościnnie wystąpili
- Utwór 1 – David Crosby jako drugi wokalista
- Utwór 2 – Babyface jako drugi wokalista, keyboardzista i perkusista
- Utwór 3 – Philip Bailey jako wokalista
- Utwór 6 – Eric Clapton jako gitarzysta
- Utwór 16 – Peter Gabriel, Sting i Helen Terry jako drudzy wokaliści